# Kensukes rike
Kensukes rike är en ungdomsroman av den engelska författaren Michael Morpurgo, skriven 1999. Handlingen kretsar kring en pojke (Michael) som är 12 år, då han hamnar på en öde ö i samband med en jorden runt-segling. Boken är skriven i jag-form. Kensukes rike utger sig för att vara en sann historia; Mopurgo har dock sagt på sin webbplats att boken är fiktiv, men baserad på verkliga händelser. Kensukes rike betraktas som kanske det största av Mopurgos verk. Boken illustrerades av Michael Foreman.

## Handling
När handlingen tar sin början avskedas Michaels föräldrar från sina arbeten på ett tegelbruk. Michaels pappa åker iväg, och lämnar en gråtande Michaels mamma vid deras hus. Pappan köper en segelbåt, en fyrtiotvå fots Bowman, vid namn Peggy Sue. De, Michael, hans föräldrar och deras hund Stella Artois, bestämmer sig för att resa jorden runt, och gör det även efter ungefär ett halvårs träning för att segla en båt jorden runt. Allt går bra, trots några smärre missöden, eller i alla fall händelser som med otur kunnat gå illa. De passerar flera platser, bland annat Sydamerika, där Michael spelar fotboll med en boll han fått av sin vän innan han åkte, och Afrika, där de skulle se lejon och elefanter. Någonstans i Indiska oceanen inträffar dock något som omkullkastar deras tur på ett mycket omkullkastande sätt. Det drar upp till storm, och Michael och Stella Artois ramlar ned i vattnet. De hamnar på en ö, där en mystisk person ställer fram mat åt dem varje dag. Den mystiska personen varnar de även för vissa saker, och förbjuder dem mycket, bland annat att bada. Michael trotsar den märkliga mannens förbud och ger sig en dag ut i vattnet. En stor manet får tag på honom, och när han vaknar upp är han förlamad och ligger på en bädd i mannens grotta. Mannen heter Kensuke Ogawa, och är en japan. Michael blir vän med Kensuke, och Kensuke lär Michael att måla och parallellt med detta lär Michael Kensuke engelska. Kensuke berättar att han var med i andra världskriget, och att han hamnade på denna ö i samband med kriget. Michael berättar i sin tur om krigets slut, och alla andra moderniteter. Kensuke vill först inte följa med ifall det kommer någon båt (de är beredda att tända en eld), men ändrar sig senare. De upplever mycket på ön. En dag kommer en båt vid horisonten, den rätta båten (tidigare har det kommit apjägare), Peggy Sue. Båten seglas i land på ön, men precis innan de ska åka bestämmer sig Kensuke för att stanna kvar, och får Michael att inte berätta om vad han varit med om för någon på tio år, eftersom Kensuke då skulle vara död. De skiljs åt, och Michael återvänder till sina föräldrar.
Sist i boken fanns ett brev, och en efterföljande text. Brevet var från en japan, som sade att hans pappa var Kensuke, att han äntligen fick veta vad som hänt Kensuke när han läste Morpurgos bok och undrade om han och Morpurgo kunde träffas. Efter brevet stod att Morpurgo två månader senare reste till Japan och träffade Kensukes son. Morpurgo ville att läsare skulle se på boken som att den möjligtvis kunde vara sann, vilket var anledningen till att han skrev brevet i boken.

## Uppkomst
Enligt Morpurgo fick han idén till boken när en pojke skrev till honom. Pojken berättade att han läst boken The Wreck of the Zanzibar, en bok han gillade mycket, och som handlade om en flicka som var på en ö. Dock föredrog pojken berättelser som handlade om pojkar, och bad Morpurgo skriva en berättelse.

## Namnursprung
Morpurgo har berättat att han valde namnet Michael till huvudpersonen, för att han ville "feel I was inside the story" (ungefärlig översättning: "känna det som jag var inne i berättelsen"). Kensukes namn fick han idé till när han signerade en bok åt en pojke, vars namn var Kensuke. Peggy Sue kommer från en sång av Buddy Holly, som innehåller namnet i texten. En dag när han var ute och gick mötte han en pojke, som berättade att han hade en hund. Hundens namn var Stella Artois.

## Uppföljare
Michael Morpurgo tror inte att han kommer skriva en uppföljare, detta på grund av att han "prefer to keep myself and my readers wondering if Michael ever came back to find Kensuke" (ungefärlig översättning: "föredrar att både jag själv och mina läsare ska fortsätta undra ifall Michael någonsin kom tillbaka för att hitta Kensuke").

## Utmärkelser
Dessa är de utmärkelser och priser boken tilldelats.
- 2000 Red House Children's Book Award
- 2001 Prix Sorcière (Frankrike)

Dessutom fick boken äran att tryckas på FSC-märkt papper. Om detta sade Morpurgo: "I am so pleased that this book is printed entirely on paper certified by the FSC, one of only a small number of books in the world to have achieved this standard" (ungefärlig översättning: "Jag är så glad över att denna bok är tryckt på papper som certifierats av FSC, en av endast ett fåtal böcker i världen som erhållit denna ära").